# Burchard Alexander von Merveldt
Burchard Alexander von Merveldt, Taufname Burchard Alexander Anton Maria Ludger (* 23. März 1714 in Münster; † 11. Februar oder 12. Februar 1775 ebenda), war Domherr in Münster und kurkölnischer Kämmerer.

## Leben

### Herkunft und Familie
Burchard Alexander von Merveldt wuchs als Sohn des Ferdinand Dietrich von Merveldt und seiner Gemahlin Josefa Maria Anna von Westerholt zu Lembeck (1693–1762) mit seinen Geschwistern Clemens August, Franz Arnold, Maximilian Ferdinand, Hermann Adolf (* 1718, Malteserorden) und Sophie Ludovica Agnes (1730–1810, ⚭ 10. Februar 1748 Wilhelm Ferdinand von Galen) in der uralten westfälischen Adelsfamilie von Merveldt auf. Die Herren von Merveldt zählten zum Uradel und zu den ältesten Geschlechtern im Münsterland.

### Werdegang und Wirken
Mit dem Erhalt der Tonsur am 25. Dezember 1728 wurde Burchard Alexander auf ein geistliches Leben vorbereitet. Im Oktober 1731 immatrikulierte er an der Universität Orléans und wurde hier ein Jahr später Finanzverwalter.
Vier Jahre später – 1735 – wurde er zum kurkölnischen Kämmerer ernannt und im April des Jahres zur Münsterschen Ritterschaft aufgeschworen. Damit wurde er Vertreter im Landtag, einem Gremium, das sich aus den drei Ständen zusammensetzte. Seine Aufgabe bestand in der Regelung des Steuerwesens und ab 1774 auch des Fehdewesens im Hochstift Münster.
Sein Bruder Franz Arnold verzichtete im Jahre 1746 auf seine Präbende in Münster und überließ sie ihm. Als Kanoniker in St. Mauritz tätig, wurde er zum Subdiakon und dann zum Priester geweiht. Er besaß die Obedienz in Senden und erhielt im Jahre 1772 das Archidiakonat Warendorf.
Burchard Alexander ist im Dom zu Münster begraben.